# La Granadera
La Granadera — гимн Соединённых Провинций Центральной Америки.

## Слова
Ya se ve, Patria mía, en tu oriente

nuevo sol esparcir claridad;

ya podemos con voz reverente

pronunciar: Dios, Unión, Libertad.

Cambiarán ya tu vida y tu suerte

un solo hombre tus hijos serán;

ya entre ellos no habrá guerra o muerte

y dichosos tu bien labrarán.

Ya podrás alcanzar pura gloria,

de tus próceres sueño tenaz

y el laurel de tu espléndida historia

será signo de triunfos de paz.

Salve, Patria, tu hermosa bandera

luce al viento del cielo el color;

a su sombra juramos doquiera

a vencer o morir por tu honor.
Автор слов: Ромуло Эрнесто Дурон
Автор музыки неизвестен.

## История
Ранее была гимном Соединенных Провинций Центральной Америки, и, несмотря на роспуск федерации, все еще используется в качестве де-факто гимна в некоторых центральноамериканских государствах.
Она была официально принята гимном Организации Американских государств 22 июня 1971 г.

Песня, именуемая «Гренадера», имела три версии, по словам источника, который любезно предоставил мне человек со степенью в области истории и музыковед Луис Антонио Родригес Торселли. Первая военная версия, которая была создана в 1842 году во время правления адвоката Хосе Венансио Лопеса, автор которой по-прежнему остается неизвестным. Версия, исполняемая в Гватемале, стала обязательной на официальных мероприятиях. Третья является религиозной и была создана в 1877 году во время правления генерала Руфино Барриоса, автор также остается анонимным.— Журнал Время. История "Ла-Гренадеры". Фернандо Мольинедо.